# Носкі-Сьнетне
Носкі-Сьнетне (пол. Noski Śnietne) — село в Польщі, у гміні Соколи Високомазовецького повіту Підляського воєводства.
Населення — 101 особа (2011).
У 1975-1998 роках село належало до Ломжинського воєводства.

## Демографія
Демографічна структура станом на 31 березня 2011 року:
|          | Загалом | Допрацездатний вік | Працездатний вік | Постпрацездатний вік |
| -------- | ------- | ------------------ | ---------------- | -------------------- |
| Чоловіки | 48      | 8                  | 32               | 8                    |
| Жінки    | 53      | 17                 | 27               | 9                    |
| Разом    | 101     | 25                 | 59               | 17                   |